# Corantin Maria Le Guillou
Corantin Maria Le Guillou (Quimperlé, Bretanya, 1804 - París, 1890) fou un compositor francès. Feu els seus estudis sota la direcció dels jesuïtes, i el 1829 s'ordenà sacerdot. Quan fou capellà de l'Hospital de la Caritat, de París, aconseguí el nomenament el 1872 de canonge amb prebendes de Nostra Senyora.
Va escriure moltes composicions religioses, entre elles una Messe solennelle (1838), alguns càntics místics, col·leccionats en àlbums que porten els títols Fleurs de bruyères, Branches d'aubepine, motets, ofertoris, etc.
A més, és autor, d'algunes petites obres pietoses referents a la devoció a la Verge i als sants.